# Peurion
Le peurion est un cépage français de raisins blancs.

## Origine et répartition géographique
Le peurion est cultivé en Franche-Comté. Il est reconnaissable à ses sarments jaune-noisette ou châtain clair. Il avait été largement diffusé par les moines Augustins de l'ordre du Val-des-Écoliers, près de Langres et il était très cultivé avant le phylloxéra. 
En 1999 des chercheurs de l'Université de Californie à Davis ont soumis 322 échantillons de vigne à des analyses génétiques poussées. En tout, 16 cépages, dont le peurion, sont le résultat de croisements entre le Gouais blanc et le Pinot. Il s'agit de l'aligoté, de l'aubin vert, de l'Auxerrois (cépage), du bachet noir, du beaunoir, du chardonnay, du dameron, du franc noir de la Haute-Saône, du gamay blanc Gloriod, du gamay, du knipperlé, du melon de Bourgogne, du peurion, du romorantin, du roublot et du sacy.

## Étymologie
Peurion viendrait du patois peurir signifiant pourrir. En effet, son raisin pourrit très facilement.

## Aptitudes culturales
La maturité est de deuxième époque : 10 jours après le chasselas.

## Potentiel technologique
Les grappes et les baies du peurion sont petites à moyennes. La grappe est cylindrique. Le cépage est de bonne vigueur et fertile et la production est régulière. Le peurion est en voie de disparition.

## Synonymes
Le peurion est connu sous les noms de blanc de Villemoyenne, blanc pinot, ço blanc, ço doux, gamay blanc (par erreur), gueuchette blanche (par erreur), lioneau, lyonnais, menu blanc, meslier vert, milleron, troyen blanc, peurichon, pinot blanc (par erreur), pouriette, pourrisseux et purion.